# Mazama rufina
Espèce
Statut de conservation UICN

 VU A4c; C1 : Vulnérable
Mazama rufina est un cerf peu connu natif des Andes de Colombie, d'Equateur et du Pérou. Il peut être observé dans les forêts et les paramo, à des altitudes comprises entre 1400 et 3600 mètres. C'est l'une des plus petites espèces genre Mazama. Ce cerf est roux et ses jambes ainsi que ses cornes sont noirâtres. Les espèces Mazama nana et Mazama bricenii ont parfois été considérés comme des sous-espèces de Mazama rufina. 
Ce cerf a pu former une grande partie du régime alimentaire du peuple occupant les terres de Las Vegas au Pléistocène.